# Lewe uszko serca

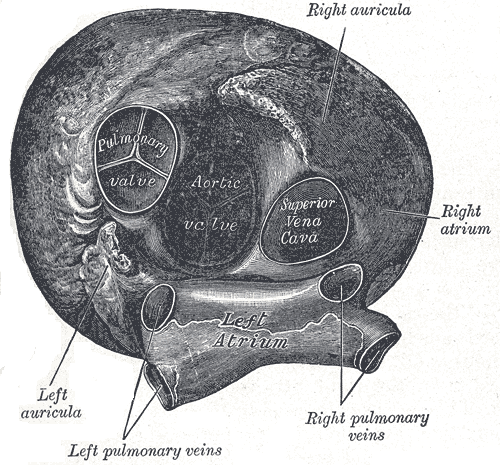
Widok serca z góry. Lewe uszko podpisane Left auricula.

Lewe uszko serca (łac. auricula cordis sinistra) – w anatomii człowieka przednia wypustka lewego przedsionka serca, wypełniająca wgłębienie między lewą komorą a pniem płucnym, na który częściowo zachodzi swoim końcem. Ma kształt spłaszczonego stożka, jest dłuższe i węższe od prawego uszka, przyśrodkowy brzeg ma też mocniej od niego pokarbowany. Wewnętrzną powierzchnię ma pokrytą wieloma mięśniami grzebieniastymi. Łączy się z przednią ścianą lewego przedsionka okrągławym otworem. W czasie skurczu lewej komory uszko obficie wypełnia się krwią. Najsilniej rozwinięte jest u płodu, u dorosłego człowieka jest stosunkowo mniejsze.
Punkt górny lewy (punkt uszka lewego) rzutuje się w II lewej przestrzeni międzyżebrowej, ok. 2 cm na lewo od linii mostkowej lewej.